# شرق (الكويت)
شرق، منطقة من مناطق محافظة العاصمة في الكويت. سميت بهذا الاسم لأنها كانت تقع شرق قصر السيف. كانت في السابق تبتدأ من بنيد القار فشمالًا بمحاذاة الشاطئ حتى الوصول للقصر.

## معالم المنطقة
تعتبر المنطقة مركزًا لمدينة الكويت، حيث تضم العديد من المنشآت الحكومية والمراكز الاقتصادية والتجارية وغيرها العديد من المعالم المهمة:
- سوق شرق وسوق السمك.
- المستشفى الأميري.
- بيت ديكسون.
- مبنى وزارة الخارجية.
- مكتبة البابطين المركزية للشعر العربي.
- حسينية معرفي.
- مركز الراية.
- برج الحمراء.

## مكتبة الصور

من معالم في شرق
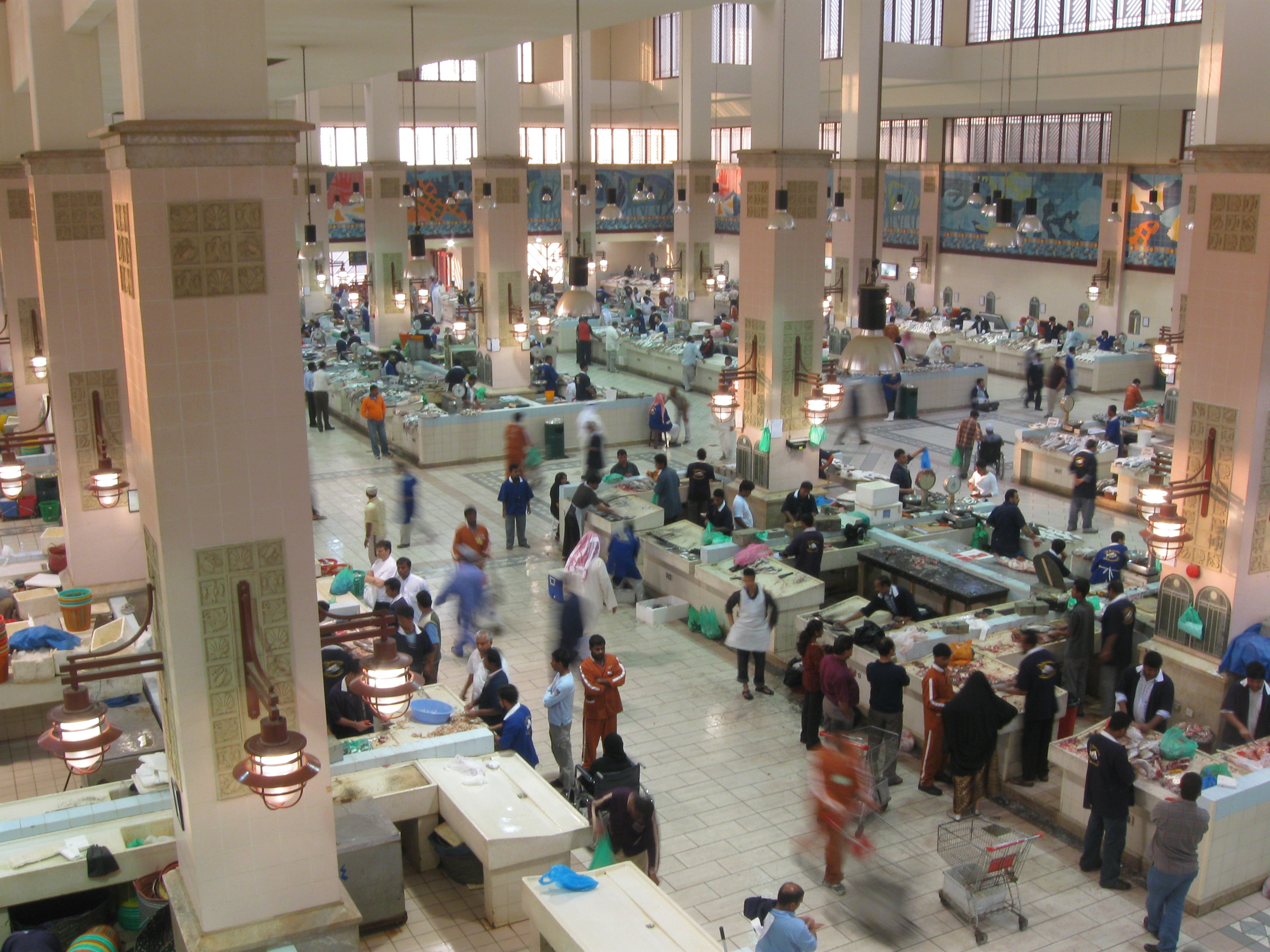
سوق السمك
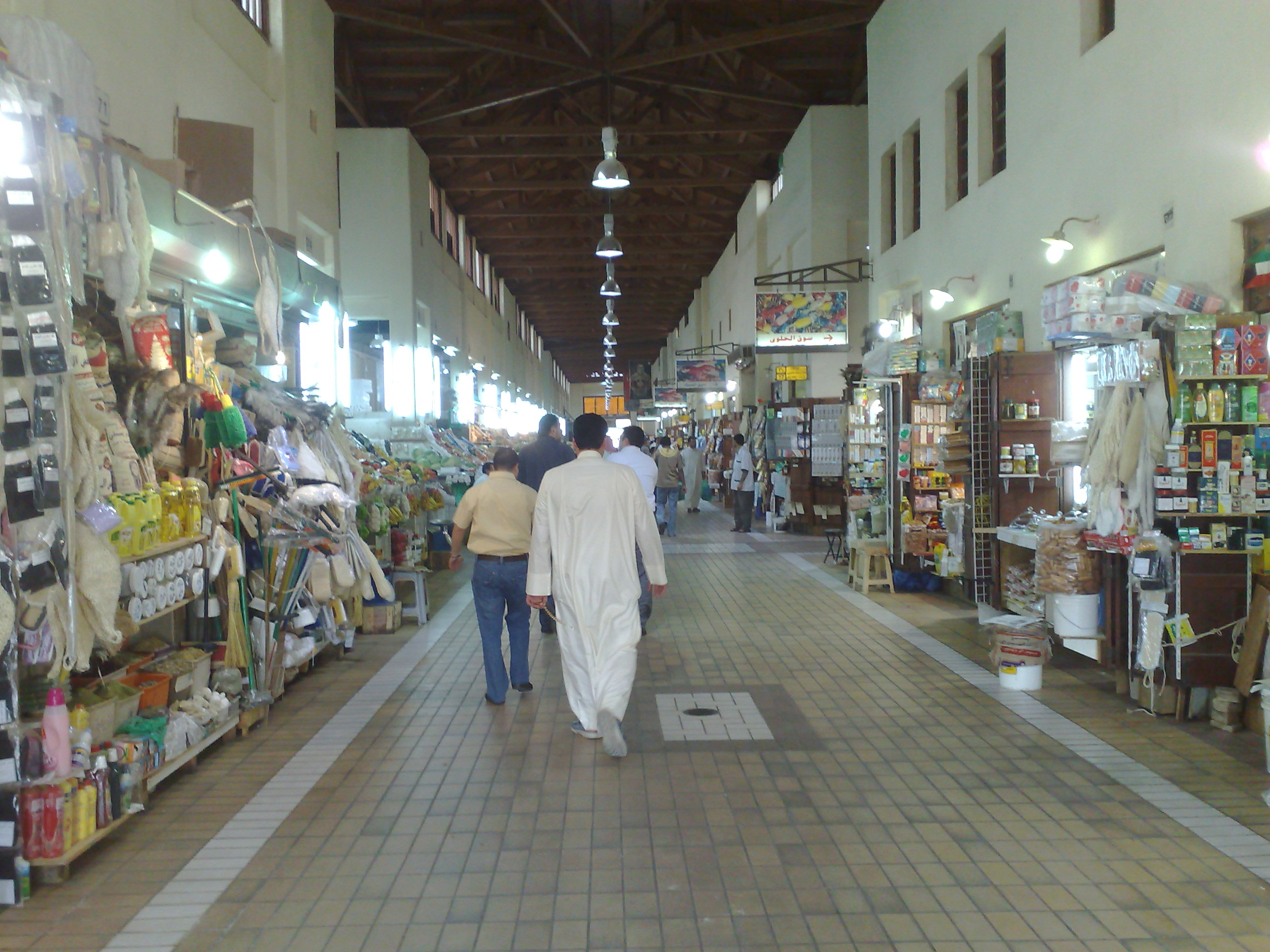
سوق المباركية